# 伊藤亜矢子
伊藤 亜矢子（いとう あやこ、1980年8月3日 - ）は、日本の女性声優。三重県出身。

## 人物
江崎プロダクション養成所出身。 
2009年12月までマウスプロモーションに所属していた。
方言は関西弁。

## 出演
太字はメインキャラクター。

### テレビアニメ
2000年
- サイバーシックス（生徒たち）
- はじめの一歩（子供）

2001年
- ギャラクシーエンジェル（少女C）
- サイボーグ009 THE CYBORG SOLDIER（小山田勝〈少年時代〉、サンドラ 他）
- 超GALS!寿蘭（女生徒）
- 魔法戦士リウイ（女A）

2002年
- 攻殻機動隊 STAND ALONE COMPLEX（ラン）
- ヒカルの碁（女子院生）
- パタパタ飛行船の冒険（カマル[6]）

2003年
- 最遊記RELOAD（子供）
- NARUTO -ナルト-（少年）
- 人間交差点（親子）
- 無人惑星サヴァイヴ（男子1）

2004年
- 学園アリス（持上君 他）
- 攻殻機動隊 S.A.C. 2nd GIG（ラン）
- 最遊記RELOAD GUNLOCK（八戒のコマ）
- MAJOR 1st season（田辺誠）

2005年
- こいこい7（風祭サクヤ）[7]

2006年
- xxxHOLiC（アンケートの女性）

### OVA
2000年
- エクスドライバー（暴走AIカーの搭乗者）

### 劇場アニメ
2002年
- WXIII 機動警察パトレイバー[8]

2003年
- ぼくの孫悟空

2008年
- 劇場版MAJOR メジャー 友情の一球（田辺誠）

### ゲーム
2002年
- 侍（女剣士）

2003年
- 侍道2（主人公-女忍者）

2005年
- パルフェ 〜ショコラ second brew〜（涼波紬）

2009年
- 侍道3 Plus（女主人公）

### 吹き替え
- 奇跡のシンフォニー（アーサー）
- ケイティ（サマンサ）
- サマーリーグ（ディーディー・マリガン（ブリタニー・マーフィ））
- 死霊のはらわた（シェリー）
- ダック・ドジャース
- デイ・アフター・トゥモロー
- ディスタービア
- レイブン 見えちゃってチョー大変!（コーリー）
- コーリー ホワイトハウスでチョー大変!（コーリー）

### CD
- こいこい7 シリーズ（風祭サクヤ） 
  - SUPER LOVE（2005年3月30日、LKCR-10005）
  - キャラクターミニアルバム「同士恋愛」（2005年6月22日、LKCR-10022）
  - キャラクターソング テーマシングル「ミライハート」（2005年4月27日、LKCR-10011）
  - ドラマCDシリーズ